# Red River, Wisconsin
Red River là một thị trấn thuộc quận Kewaunee, tiểu bang Wisconsin, Hoa Kỳ. Năm 2010, dân số của thị trấn này là 1.376 người.